# F.U.B.A.R.
F.U.B.A.R é uma banda neerlandesa de grindcore, já tendo inclusive uma rápida passagem pelo Brasil.

## História
Originalmente a banda chamava-se I: Scream Protest. Esta banda era um projeto do músico Boris da banda Suppository. Realizaram apenas dois shows com este nome. Depois de um tempo o músico acaba saindo da banda, apesar disso a banda é levada a frente, mudando o nome da banda para F.U.B.A.R. (Fucked Up Beyond All Recognition, na tradução livre algo como Fudido para além de qualquer Reconhecimento). Após a troca, chamam o vocalista Luc para juntar-se a banda. Assim a banda grava vários splits e um álbum "full-length", fazendo várias turnês pelo mundo (inclusive no Brasil).

## Integrantes
- Luc - vocal
- Mark - guitarra
- Bas - baixo
- Paul - bateria

### Ex-integrantes
- Boris - vocal

## Discografia

### Demo tape
- F.U.B.A.R.

### Álbuns completos
- Studio Sessions 2002-2004 (2005)[1]
- Justification of Criminal Behaviour (2005)

### Splits
- F.U.B.A.R./Matka Teresa (2002)
- F.U.B.A.R./Axt (2002)
- Draw The Line – F.U.B.A.R./Catheter (2002)
- F.U.B.A.R./Matka Teresa (2005)
- F.U.B.A.R./Blood I Bleed (2006)
- F.U.B.A.R./Suppository (previsto para 2007)